# Лентвар, Беп
Гейсберт (Беп) Лентвар (нидерл. Gijsbert "Bep" Leentvaar; 4 февраля 1921, Роттердам — 12 февраля 2001) — нидерландский футболист, игравший на позиции вратаря, выступал за амстердамский клуб «Аякс». В мае 1950 года был участником матча «Херенвен» — «Аякс» (6:5), который считается одним из самых запоминающихся матчей в истории нидерландского клубного футбола. С 1951 года работал в администрации «Аякса», занимал должности второго казначея и комиссара, а позже был членом совета. 

## Клубная карьера
В 1939 году Беп Лентвар дебютировал за футбольную команду ХБМ, за которую играли сотрудники пивоваренной компании «Heineken». Его команда выступала во втором классе чемпионата среди офисных сотрудников Амстердама — в сезоне 1939/40 он принял участие в восьми матчах. Играл на позициях полузащитника и голкипера. В декабре 1942 года было объявлено, что Лентвар перейдёт в «Аякс». Его одноклубник Геррит Гислер также перешёл в «Аякс», ранее он уже выступал за эту команду.
В 1947 году в возрасте 26 лет Лентвар дебютировал за основной состав «Аякса». В чемпионате Нидерландов за «красно-белых» вратарь впервые сыграл 21 мая против клуба «’т Гой», оставив свои ворота в неприкосновенности. «Аякс» в той встречи одержал победу со счётом 0:3. В том сезоне, который был для клуба чемпионским, Беп отметился лишь один появлением на поле. 
В своём втором сезоне в «Аяксе» он сыграл в чемпионате семь матчей. Основным голкипером клуба в то время был Геррит Кейзер, однако в январе 1948 года он завершил карьеру и Лентвар занял его место. Тем не менее в первых играх следующего чемпионата главный тренер Уолтер Крук использовал Япа Келдермана и Антона ван дер Хейде, но после двух поражений Беп вернулся в ворота в матче третьего тура. На протяжении всего сезона он оставался основным голкипером, сыграв в чемпионате 16 матчей и пропустив в них 28 голов — в четырёх играх он отыграл на ноль. Его команда заняла только четвёртое место в своей группе и не вышла в финал чемпионата.
Летом 1949 года в «Аякс» перешёл юный вратарь Ад ван дер Пол, именно на него после двух туров сделал ставку тренер Крук, тогда как Лентвар и Ян Винк стали резервными голкиперами в том сезоне. В конце апреля 1950 года в матче против «Блау-Вита» ван дер Пол получил травму, поэтому в следующем туре его заменил Лентвар. Через неделю, 7 мая, «Аякс» на выезде встречался с «Херенвеном». Амстердамцы открыли счёт уже на 7-й минуте матча, когда отличился капитан команды Йоп Стоффелен. Первая половина матча завершилась в пользу гостей — 1:3. Во втором тайме «Аякс» развил своё преимущество в счёте — дублем отметился Ринус Михелс. На 62-минуте Абе Ленстра забил свой второй гол в игре, после чего футболисты «Херенвена» устроили настоящий штурм на ворота гостей. Полузащита «Аякса» отошла в оборону, а «Херенвен» существенно перестроил игру — Ленстра отошёл в среднюю линию, а Хенни Йонкман занял позицию центрфорварда. На 69-минуте Мартен Брандсма забил третий гол, а пять минут спустя Йонкман реализовал пенальти. За восемь минут до конца матча Герм Хофма сравнял счёт, а спустя три минуты Абе Ленстра начал голевую атаку, которую ударом в правый верхний угол завершил Брандсма, установив окончательный счёт — 6:5. Лентвар покидал поле в слезах, после этого матча он больше не играл за основной состав. 
В 1951 году Беп получил в клубе должность второго казначея, а позже был комиссаром и входил в совет клуба. В июне 1960 года он сыграл в матче ветеранов «Аякса» и «Херенвена».

## Личная жизнь
Отец — Ян Андрис Лентвар, мать — Адриана ван Дорн. Родители были родом из Роттердама, они поженились в феврале 1921 года.
Женился в возрасте двадцати восьми лет — его супругой стала 25-летняя Хермина Блом, уроженка Амстердама. Их брак был зарегистрирован 21 июля 1949 года в Амстердаме.
В августе 1939 года устроился работать в компанию «Amstel», которая являлась дочерней компанией концерна «Heineken». В «Heineken» он работал на протяжении 43 лет — в январе 1983 года ушёл с административной должности. С марта 1986 года был на пенсии.
Умер 12 февраля 2001 года в возрасте 80 лет.

## Статистика по сезонам
| Клуб             | Сезон            | Чемпионат Нидерландов | Чемпионат Нидерландов | Кубок Нидерландов | Кубок Нидерландов | Итого | Итого |
| Клуб             | Сезон            | Игры                  | Голы                  | Игры              | Голы              | Игры  | Голы  |
| ---------------- | ---------------- | --------------------- | --------------------- | ----------------- | ----------------- | ----- | ----- |
| Аякс             | 1946/47          | 1                     | 0                     | —                 | —                 | 1     | 0     |
| Аякс             | 1947/48          | 7                     | –15                   | —                 | —                 | 7     | –15   |
| Аякс             | 1948/49          | 16                    | –28                   | 2+                | –5                | 18    | –33   |
| Аякс             | 1949/50          | 3                     | –7                    | —                 | —                 | 3     | –7    |
| Всего за карьеру | Всего за карьеру | 27                    | –50                   | 2                 | –5                | 29+   | –55   |